# Jelec cetiński
Jelec cetiński (Telestes ukliva) – gatunek ryby z rodziny karpiowatych (Cyprinidae). Endemit Chorwacji, zagrożony wyginięciem. Nie ma znaczenia gospodarczego.

## Występowanie
Dorzecze Cetiny w Chorwacji. Występuje w czystej, przezroczystej wodzie, nad piaszczystym lub żwirowym podłożem.

## Opis
Osiąga 5–20 (maksymalnie 25) cm długości. Na bokach od oka do nasady ogona biegnie ciemna smuga.

## Status zagrożenia
Ponieważ od 1988 roku brakowało potwierdzonych stwierdzeń, gatunek ten został w 2006 roku uznany przez IUCN za wymarły. W 2008 roku Zanella i inni wykazali jednak, że gatunek ten nie wymarł, a nawet jest bardzo liczny, zaś uznanie go za wymarły nastąpiło wskutek błędnej identyfikacji – złowione w Cetinie osobniki Telestes ukliva identyfikowano jako Telestes muticellus, gatunek obcy dla tej rzeki. Od 2024 roku IUCN klasyfikuje Telestes ukliva jako gatunek zagrożony.